# فابیان فرانکه
فابیان فرانکه (انگلیسی: Fabian Franke؛ زادهٔ ۷ مارس ۱۹۸۹) بازیکن فوتبال اهل آلمان است.
از باشگاه‌هایی که در آن بازی کرده‌است می‌توان به باشگاه فوتبال لایپزیگ، باشگاه فوتبال وهن ویسبادن، و باشگاه فوتبال هامبورگ اشاره کرد.